# Sexualität Adolf Hitlers

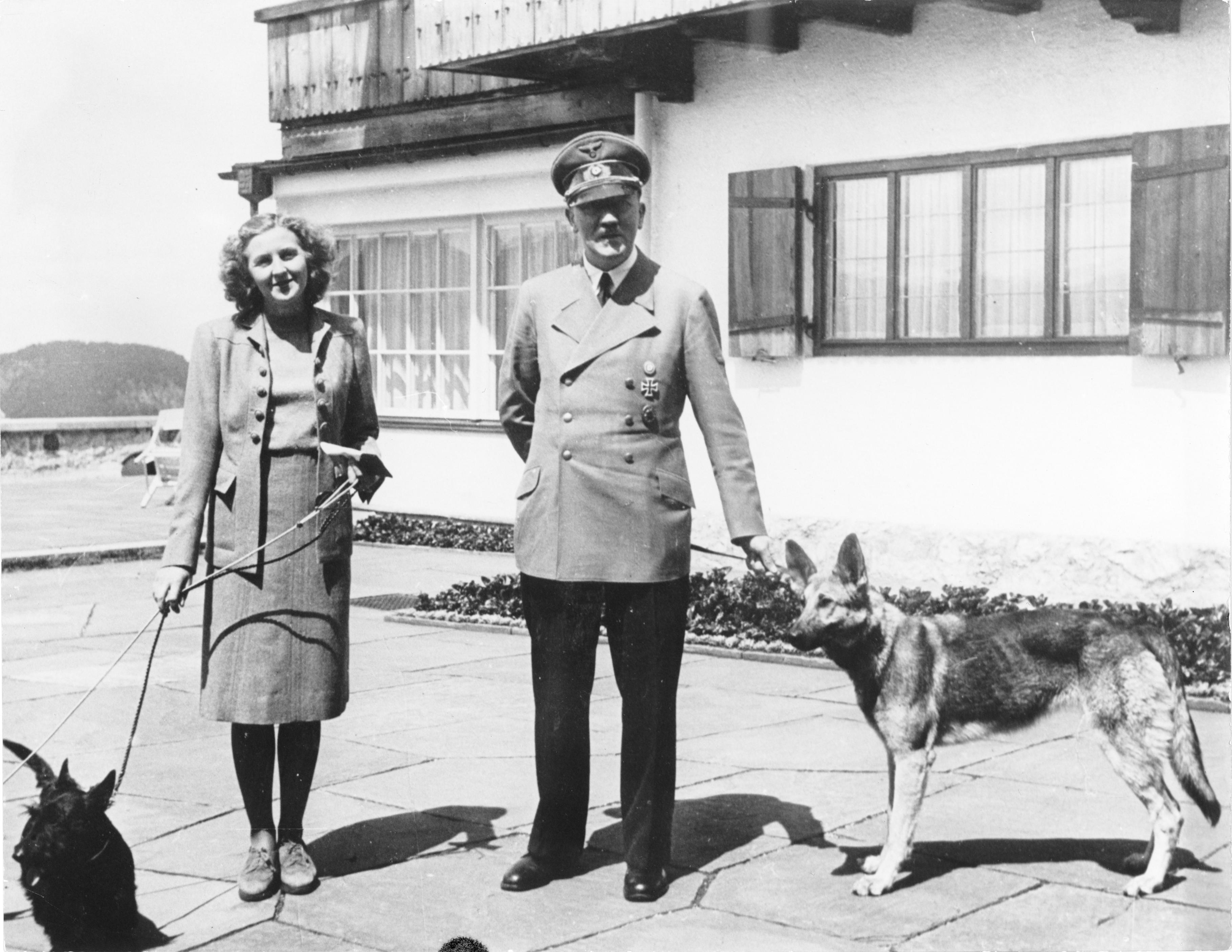
Eva Braun und Adolf Hitler auf dem Berghof am Obersalzberg, 14. Juni 1942

Die Sexualität Adolf Hitlers ist Gegenstand geschichtswissenschaftlicher und psychologischer Debatten und auch nach heutigem Wissensstand nicht vollständig ergründet.
Hitler traf seine langjährige Lebensgefährtin Eva Braun 1929 und heiratete sie am 29. April 1945, einen Tag vor dem gemeinsamen Suizid.

## Wissenschaftliche Untersuchung

### Allgemeines
Über das Sexualleben Hitlers gibt es bis heute keine vollständige Untersuchung (die sexuellen Aktivitäten zahlreicher Personen aus Hitlers Umfeld gelten hingegen als recht gut dokumentiert).
Es gibt Hinweise, dass Hitler einige teils erheblich jüngere Frauen verehrte. Hitler lehnte Homosexualität strikt ab, für homosexuelle Neigungen Hitlers gibt es keine Belege. Adolf Hitlers Monorchie gilt durch eine 1923 durchgeführte Untersuchung des Gefängnisarztes von Landsberg als weitgehend sicher belegt.
Während des Zweiten Weltkrieges wurden Falschinformationen zur Diskreditierung Hitlers verbreitet, die ihm stigmatisierte Sexualpraktiken unterstellten. 
Viele Informationen über Hitlers Privatleben stammen von Personen aus Hitlers näherem Umfeld wie z. B. von Albert Speer, diversen Adjutanten und Sekretärinnen sowie der Familie Richard Wagners. Es wird über eine Beziehung zwischen ihm und seiner Halbnichte Angela Raubal, genannt „Geli“, spekuliert. Diese zog im Oktober 1929 zu Hitler in dessen Münchner Wohnung; dort erschoss sie sich einen Tag nach einem Streit mit Hitler am 18. September 1931.
Hitler lernte 1929 Eva Braun kennen. Braun war Mitarbeiterin seines Fotografen Heinrich Hoffmann. Nach Geli Raubals Tod intensivierte sich entweder noch 1931 oder wahrscheinlicher 1932 die Beziehung von Eva Braun zu Hitler.
Bis zu ihrem Tod unterhielten Hitler und Braun eine langjährige Beziehung; diese war nur Hitlers nächstem Umfeld bekannt. Gegenüber diesem Umfeld lebten Hitler und Braun in Berchtesgaden offen als Paar. Hitler hatte ein hohes Interesse an Braun und sorgte sich laut Berichten sehr um sie, wenn sie Sport trieb oder zu spät nach Hause kam. Hitler und Braun heirateten vor ihrem gemeinsamen Suizid. (→ Hitlers Geliebte).
Ernst Hanfstaengl, ein Angehöriger von Hitlers innerem Kreis, dessen Berichte häufig als Beleg bei Untersuchungen über Hitlers Sexualleben angeführt werden, schrieb über Hitlers Sexualität:

“I felt Hitler was a case of a man who was neither fish, flesh nor fowl, neither fully homosexual nor fully heterosexual. […] I had formed the firm conviction that he was impotent, the repressed, masturbating type.”

„Ich glaubte, Hitler sei ein Fall eines Mannes, der weder Fisch, noch Fleisch, noch Geflügel, weder gänzlich homosexuell noch gänzlich heterosexuell war […] Ich war zum festen Glauben gekommen, dass er impotent sei, der unterdrückte, masturbierende Typ.“

Ungeachtet dieses Eindrucks versuchte Hanfstaengl (erfolglos), eine Beziehung zwischen Hitler und der Tochter des amerikanischen Botschafters Martha Dodd zu arrangieren.

### Untersuchung des OSS
1943 erhielt das Office of Strategic Services (OSS) der USA A Psychological Analysis of Adolf Hitler: His Life and Legend, verfasst von Walter C. Langer mit Unterstützung mehrerer Psychoanalytiker, eine Untersuchung, die ein besseres Verständnis Hitlers ermöglichen sollte. Teile des Textes flossen in The Mind of Adolf Hitler: The Secret Wartime Report ein, in dem der ursprüngliche Text mit einem Vorwort von Langers Bruder William L. Langer, einer Einführung von Langer selbst und einem Nachwort des Psychoanalytikers und Historikers Robert G. L. Waite ergänzt wird. Ziel der Autoren war eine „psychologische Analyse […] die versucht, Hitler als Person und die seinen Handlungen zugrunde liegenden Motivationen verständlich zu machen“. Der Bericht des OSS bezeichnet Hitler als impotent und koprophil. Die Autoren stellen an Hitler mögliche homosexuelle Tendenzen fest, die jedoch zu wenig ausgeprägt seien, um einen Einfluss auf Hitlers Entscheidungsvermögen auszuüben. Otto Strasser, ein Rivale Hitlers in der NSDAP, behauptete, dass Hitler seine Nichte Geli Raubal gezwungen habe, auf ihn zu defäkieren und zu urinieren. Langer nahm unter Berufung auf Ernst Hanfstaengl an, dass Helene Bechstein, die Ehefrau des Berliner Klavierfabrikanten Edwin Bechstein, versuchte, eine Ehe zwischen Hitler und ihrer unattraktiven Tochter Lottie zu arrangieren. Eine Anfrage Hitlers wurde von Lottie abgelehnt.
Der Psychologe Henry Murray verfasste 1943 unter dem Titel Analysis of the Personality of Adolph Hitler: With Predictions of His Future Behavior and Suggestions for Dealing with Him Now and After Germany’s Surrender einen weiteren psychoanalytischen Bericht für das OSS, in dem er Hitlers angenommene Koprophilie untersuchte, hauptsächlich jedoch eine schizophrene Erkrankung bei Hitler diagnostizierte. Murray stützte seinen Bericht auf W. H. D. Vernons 1942 erschienenen Essay Hitler, the man: Notes for a case history.

### Untersuchung nach 1945
In den Jahren nach Hitlers Tod wurden zahlreiche Thesen über Hitlers Sexualität aufgestellt, darunter die Annahmen, dass Hitler homo-, bi- oder asexuell gewesen sei oder nur einen Hoden gehabt habe.
Der Historiker Lothar Machtan gibt in Hitlers Geheimnis an, dass Hitler homosexuell gewesen sei. Seine Spekulationen stützen sich auf Berichte über Hitlers Kontakte zu Freunden in Wien, zu Ernst Röhm, Hanfstaengl und Emil Maurice und das Mend-Protokoll, eine Niederschrift von Angaben, die Hans Mend, ein ehemaliger Soldat, der mit Hitler während des Ersten Weltkrieges in Kontakt kam, gegenüber der Münchner Polizei in den frühen 1920er Jahren machte. 2004 produzierte HBO unter dem Titel Hidden Fuhrer: Debating the Enigma of Hitlers Sexuality einen Dokumentarfilm auf Basis von Machtans Thesen. Mend war ein verurteilter Betrüger, der Historiker Anton Joachimsthaler bezeichnet das Protokoll als unzuverlässig. Ron Rosenbaum kritisiert Machtans Arbeit mit dem Argument, seine Belege seien nicht schlüssig und oft weit davon entfernt, überhaupt Belege zu sein.
Das 1995 erschienene Buch Das pinke Hakenkreuz von Scott Lively und Kevin Abrams befasst sich mit ähnlichen Themen. Das pinke Hakenkreuz und ähnliche Bücher werden häufig wegen Ungenauigkeiten und der Manipulation von Fakten kritisiert und ihre Thesen daher von den meisten Historikern nicht anerkannt. Bob Moser schrieb in einer Arbeit für das Southern Poverty Law Center über Das pinke Hakenkreuz, dass das Buch von homosexuellenfeindlichen Gruppen propagiert werde und die Grundthese des Buches, laut dem die meisten hochrangigen Nazis homosexuell gewesen seien und dies ein Beispiel für die Gewalttätigkeit und Gefährlichkeit Homosexueller sei, von nahezu allen Historikern abgelehnt werde.
Jack Nusan Porter, an der University of Massachusetts Lowell tätig, schrieb:

“Did Hitler despise homosexuals? Was he ashamed of his own homosexual identity? These are areas of psychohistory that are beyond known knowledge. My own feelings are that Hitler was asexual in the traditional sense and had bizarre sexual fetishes.”

„Verachtete Hitler Homosexuelle? Schämte er sich seiner eigenen homosexuellen Identität? Das sind Bereiche der Psychohistorie, die jenseits unseres Wissens liegen. Ich glaube, dass Hitler im traditionellen Sinn asexuell war und bizarre sexuelle Fetische hatte.“

Nach dem Tod von Winifred Wagners Ehemann Siegfried im Jahre 1930 intensivierte sich der Kontakt Wagners zu Hitler. 1933 kursierten Gerüchte, eine Eheschließung zwischen Hitler und Winifred Wagner stehe bevor.
Leni Riefenstahl war mit Hitler zwölf Jahre lang befreundet, einzelne Berichte weisen auf eine sexuelle Beziehung zwischen Hitler und Riefenstahl hin. Laut Ernst Hanfstaengl, einem engen Freund Hitlers während der 1920er und der frühen 1930er Jahre, versuchte Riefenstahl in frühen Jahren, eine Beziehung mit Hitler zu beginnen, was dieser ablehnte. Riefenstahl dementierte, ein amouröses oder sexuelles Interesse an Hitler gehabt zu haben. In ihren 1987 veröffentlichten Memoiren beschreibt sie eine Szene, in der Hitler versucht haben soll, sie zu küssen.
Zusammenfassend kann gesagt werden, dass die Aussagen über die sexuellen Vorlieben Adolf Hitlers über Vermutungen kaum hinausgehen. Die wissenschaftlichen Erörterungen sind mehr oder weniger plausible Thesen. Sogenannte „Enthüllungsberichte“ haben häufig eher den Charakter von Klatsch- und Tratschgeschichten. In der politischen Auseinandersetzung deuten Verlautbarungen über „abweichendes“ Sexualverhalten Hitlers eher auf eine Instrumentalisierung hin, die als Ausdruck eines hilflosen Widerstands gewertet werden kann. Dieser kam auch in den Flüsterwitzen und Spottgedichten des Dritten Reiches auf Hitler und seinen Umkreis deutlich zum Ausdruck. Homosexualität und Impotenz gehörten zu den bevorzugten Bereichen, wenn über das Intimleben von Hitler und anderen Nazigrößen gewitzelt wurde.

## Beziehungen zu Frauen
|  | Name              | Lebenszeit                         | Alter zum Todeszeitpunkt | Todesursache                                                          | Erster Kontakt mit Hitler            | Beziehung                                                                           | Quellen       |
|  | ----------------- | ---------------------------------- | ------------------------ | --------------------------------------------------------------------- | ------------------------------------ | ----------------------------------------------------------------------------------- | ------------- |
|  | Charlotte Lobjoie | 1898–1951                          | 53                       |                                                                       | Trafen sich mutmaßlich 1917          | Laut diversen strittigen Behauptungen entstammte der Beziehung der Sohn Jean Loret. | [ 23 ]        |
|  | Erna Hanfstaengl  | 1885–1981                          | 96                       | Natürliche Ursachen                                                   | Traf Hitler in den 1920ern           | Mutmaßliche Beziehung                                                               | [ 24 ]        |
|  | Geli Raubal       | 4. Januar 1908– 18. September 1931 | 23                       | Suizid                                                                | Besuchte Hitler 1924 in Festungshaft | Nichte, mutmaßliche Beziehung, lebte 1929 bis 1931 bei ihm                          |               |
|  | Maria Reiter      | 23. Dezember 1911–1992             | 81                       | Natürliche Ursachen, erfolgloser Suizidversuch 1927                   | Traf Hitler 1927                     | Mutmaßliche Beziehung                                                               | [ 25 ] [ 26 ] |
|  | Eva Braun         | 6. Februar 1912– 30. April 1945    | 33                       | Doppelsuizid mit Hitler im Alter von 33 Jahren                        | Traf Hitler 1929                     | Ehefrau 29.–30.04.1945                                                              |               |
|  | Unity Mitford     | 8. August 1914– 28. Mai 1948       | 33                       | Starb an den Folgen eines acht Jahre zurückliegenden Suizidversuches. | Traf Hitler 1934                     | Bekanntschaft, mögliche Beziehung                                                   | [ 27 ]        |

Während Hitlers Zeit in Linz war Stefanie Rabatsch sein Jugendschwarm, zu der jedoch nie eine Beziehung zustande kam.